# Новодесяткино
Новодеся́ткино (рос. Новодесяткино, башк. Яңы Десяткин) — присілок у складі Бірського району Башкортостану, Росія. Входить до складу Кусекеєвської сільської ради.
Населення — 55 осіб (2010; 69 у 2002).
Національний склад:
- марійці — 64 %
- росіяни — 33 %